# Benito Carvajales
Benito Carvajales (né le 25 juillet 1913 à Asturia à Cuba et décédé à une date inconnue) était un joueur de football international cubain, qui évoluait en tant que gardien de but.

## Biographie

### Club
Il évolue dans sa carrière dans le club du championnat cubain de la Juventud Asturiana.

### International
Il est l'un des cadres de l'équipe de Cuba qui participe à la coupe du monde 1938 en France, la première du pays et également le premier mondial pour un pays d'Amérique centrale et des Caraïbes.
Lors de ce mondial, les Cubains font tout d'abord un match nul 3-3 (buts de Socorro, Fernández et Tuñas) en huitième-de-finale contre la Roumanie le 5 juin 1938. Un match d'appui a alors lieu le 9 juin et le Cuba l'emporte sur un score de 2 buts à 1 (buts de Socorro et de Oliveira). Après avoir passé le 1er tour, les Cubains sont écrasés sur un score sans appel de 8 à 0 par la machine suédoise en quarts-de-finale.